# Rari Nantes Savona 2015-2016

## Rosa
| N° |                   | Ruolo | Giocatore            |
| -- | ----------------- | ----- | -------------------- |
|    | Italia (bandiera) | P     | Simone Antona        |
|    | Italia (bandiera) | P     | Jacopo Missiroli     |
|    | Italia (bandiera) | P     | Nicolò Zerilli       |
|    | Italia (bandiera) | D     | Lorenzo Bianco       |
|    | Italia (bandiera) | D     | Alberto Agostini     |
|    | Italia (bandiera) | D     | Simone Grosso        |
|    | Italia (bandiera) | D     | Emanuele Mensi       |
|    | Italia (bandiera) | A     | Jacopo Alesiani      |
|    | Italia (bandiera) | A     | Federico Mistrangelo |

| N° |                    | Ruolo | Giocatore           |
| -- | ------------------ | ----- | ------------------- |
|    | Italia (bandiera)  | A     | Jacopo Colombo      |
|    | Croazia (bandiera) | A     | Kristijan Milaković |
|    | Italia (bandiera)  | A     | Davide Cesini       |
|    | Italia (bandiera)  | A     | Michele Pesenti     |
|    | Italia (bandiera)  | A     | Lorenzo Giunta      |
|    | Italia (bandiera)  | A     | Thomas Tabbiani     |
|    | Italia (bandiera)  | A     | Alessandro Giunta   |
|    | Italia (bandiera)  | CB    | Olexandr Sadovyy    |
|    | Italia (bandiera)  | CB    | Giovanni Bianco     |

| Allenatore:        | Alberto Angelini    |
| Direttore tecnico: | Claudio Mistrangelo |

## Mercato
| Acquisti | Acquisti            | Acquisti         | Acquisti |
| R.       | Nome                | da               |          |
| -------- | ------------------- | ---------------- | -------- |
| A        | Kristijan Milaković | Como             |          |
| A        | Thomas Tabbiani     | Albaro Nervi     |          |
| A        | Davide Cesini       | Como             |          |
| CB       | Olexandr Sadovyy    | Sport Management |          |

| Cessioni | Cessioni         | Cessioni        | Cessioni |
| R.       | Nome             | a               |          |
| -------- | ---------------- | --------------- | -------- |
| D        | Goran Fiorentini | fine rapporto   |          |
| CV       | Luca Fulcheris   | Crocera Stadium |          |
| A        | Luca Damonte     | AN Brescia      |          |
| CB       | Mislav Tomašić   | fine rapporto   |          |

## Risultati

### Serie A1

#### Girone di andata
| Arbitri: | Massimo Calabrò Massimiliano Caputi |

|                                                    |           |                                                        |
| Petković: 4 Bini, A. Di Fulvio, Mirarchi, Razzi: 2 | Marcatori | 3: Sadovyy 2: J. Colombo, Milaković, Pesenti 1: Cesini |

| Arbitri: | Giovanni Lo Dico Cristina Taccini |

|                                                         |           |                                                          |
| Alesiani: 5 J. Colombo, Sadovyy: 3 Bianco, Milaković: 1 | Marcatori | 3: Brguljan 1: Baraldi, Borrelli, Di Costanzo, Mattiello |

| Arbitri: | Raffaele Colombo Marco Ercoli |

|                                                    |           |                                                                   |
| Danilović: 3 Camilleri, Di Luciano: 2 B. Ivović: 1 | Marcatori | 2: Alesiani, J. Colombo 1: L. Bianco, Milaković, Pesenti, Sadovyy |

| Arbitri: | Mario Bianchi Stefano Scappini |

|                                                                              |           |                                                        |
| Colombo: 3 Alesiani, Milaković, Sadovyy: 2 L. Bianco, Cesini, Mistrangelo: 1 | Marcatori | 4: G. Oneto 2: Gobbi 1: Brancatello, Bruni, L. Panerai |

| Arbitri: | Gianluca Centineo Alessandro Severo |

|                                            |           |                                                                 |
| Sadovyy: 3 Milaković: 2 Colombo, Bianco: 1 | Marcatori | 3: Napolitano 2: Ranđelović, Rizzo 1: Nora, Presciutti, Bertoli |

| Arbitri: | Massimo Calabrò Fabio Collantoni |

|                                            |           |                                           |
| Pappacena, B. Oneto: 3 Bezic, Del Basso: 1 | Marcatori | 2: Alesiani, Sadovyy 1: Bianco, Milaković |

| Arbitri: | Giuseppe Fusco Filippo Gomez |

|                                                            |           |                                                     |
| Alesiani: 4 Milaković: 3 Mistrangelo, Sadovyy: 2 Cesini: 1 | Marcatori | 4: Petronio 3: Elez 2: Guimarães 1: Popović, Rocchi |

| Arbitri: | Leonardo Ceccarelli Arnaldo Petronilli |

|                                                                          |           |                                                                 |
| Gitto: 3 Marziali, Valentino: 2 Pérez, Korolija, S. Luongo, M. Luongo: 1 | Marcatori | 2: Sadovyy 1: Alesiani, Colombo, Bianco, Mistrangelo, Milaković |

| Arbitri: | Giovanni Lo Dico Cristina Taccini |

|              |           |                                                                                        |
| Milaković: 2 | Marcatori | 3: Sukno, Ivović 2: Di Fulvio, Figlioli, Giorgetti 1: Mandić, Giacoppo, Aicardi, Gitto |

| Arbitri: | Attilio Paoletti Stefano Pinato |

|                                                            |           |                                          |
| Steardo, Manzi: 2 Mugnaini, Cambiaso, Brlečić, Ivosević: 1 | Marcatori | 3: Colombo, Sadovyy 2: Milaković, Bianco |

| Arbitri: | Filippo Gomez Antonio Pascucci |

|                                                                              |           |                                                   |
| Cesini, Milaković: 2 Alesiani, Colombo, L. Bianco, Mistrangelo, G. Bianco: 1 | Marcatori | 3: Giorgi 1: Charuto, Cannella, Leporale, Lapenna |

| Arbitri: | Daniele Bianco Alessandro Severo |

|                                          |           |                                                |
| De Trane, Guidaldi: 3 Gavazzi, Ravina: 1 | Marcatori | 5: Milaković 2: Colombo 1: Bianco, Mistrangelo |

| Arbitri: | Mario Bianchi Leonardo Ceccarelli |

|                                                                                |           |                                                                  |
| Milaković: 4 Alesiani:2 Colombo, L. Bianco, Mistrangelo, G. Bianco, Sadovyy: 1 | Marcatori | 3: Renzuto Iodice 2: Gallo, Dolce 1: Cuccovillo, Bušlje, Saccoia |

#### Girone di ritorno
| Arbitri: | Luca Bianco Cristina Taccini |

|                                            |           |                                                                      |
| Alesiani, Milaković: 2 Bianco, Agostini: 1 | Marcatori | 3: Di Somma 2: Petković, Deserti 1: Coppoli, Jelača, Mirarchi, Razzi |

| Arbitri: | Leonardo Ceccarelli Bruno Navarra |

|                                                    |           |                               |
| Brguljan, Mattiello, Velotto, Baraldi, Esposito: 1 | Marcatori | 2: Sadovyy 1: Colombo, Cesini |

| Arbitri: | Fabio Collantoni Massimo Calabrò |

|                                                                                               |           |                                          |
| Milaković: 4 Alesiani: 3 Cesini, Mistrangelo: 2 Pesenti, Colombo, Bianco, Agostini, Piombo: 1 | Marcatori | 3: Camilleri 2: Abela, Ivović 1: Rotondo |

| Arbitri: | Arnaldo Petronilli Stefano Riccitelli |

|                                                                   |           |                                                                           |
| Colombo, Vasić, Bruni, Astarita: 2 Generini, Panerai, G. Oneto: 1 | Marcatori | 4: Sadovyy 2: Cesini, Milaković 1: Alesiani, Pesenti, Mistrangelo, Piombo |

| Arbitri: | Mario Bianchi Stefano Scappini |

|                                                                                    |           |                                                       |
| Ubović: 3 Rizzo, N. Presciutti, Napolitano: 2 C. Presciutti, Ranđelović, Molina: 1 | Marcatori | 1: Alesiani, Pesenti, Colombo, Cesini, Bianco, Piombo |

| Arbitri: | Marco Ercoli Filippo Gomez |

|                                                                                       |           |                                                                                 |
| Milaković: 6 Sadovyy: 3 Agostini: 2 Alesiani, Colombo, Bianco, Mistrangelo, Piombo: 1 | Marcatori | 7: Calcaterra 1: Murro, Pappacena, Bezić, B. Oneto, Innocenzi, Mandolini, Basso |

| Arbitri: | Massimiliano Caputi Giovanni Lo Dico |

|                                        |           |                                                        |
| Guimarães: 4 Petronio, Giorgi, Elez: 1 | Marcatori | 2: Pesenti, Sadovyy 1: Colombo, Mistrangelo, Milaković |

| Arbitri: | Leonardo Ceccarelli Attilio Paoletti |

|                                                 |           |                                                                     |
| Colombo: 3 Alesiani, Pesenti, Bianco, Piombo: 1 | Marcatori | 1: Rossi, Scotti Galletta, Lanzoni, S. Luongo, Valentino, M. Luongo |

| Arbitri: | Stefano Alfi Giuseppe Fusco |

|                                                                                          |           |                                                  |
| Mandić, Sukno, Ivović: 3 Di Fulvio: 2 Figlioli, Giorgetti, Aicardi, Fondelli, Bodegas: 1 | Marcatori | 1: Alesiani, Pesenti, Cesini, Milaković, Sadovyy |

| Arbitri: | Antonio Pascucci Stefano Pinato |

|                                                                  |           |                                                           |
| Sadovyy: 5 Colombo, Milaković: 2 Pesenti, Bianco, Mistrangelo: 1 | Marcatori | 2: Mugnaini 1: Gandini, Steardo, Manzi, Brlečić, Ivosević |

| Arbitri: | Fabio Collantoni Filippo Gomez |

|                                                               |           |                                                                                      |
| Di Rocco, Cannella, Lapenna: 2 Giorgi, Leporale, Maddaluno: 1 | Marcatori | 3: Alesiani, Sadovyy 2: Bianco 1: Pesenti, Colombo, Mistrangelo, Milaković, Agostini |

| Arbitri: | Attilio Paoletti Marco Piano |

|                                                           |           |                                                        |
| Milaković: 3 Alesiani, Sadovyy: 2 Colombo, Mistrangelo: 1 | Marcatori | 3: Gavazzi 2: Ravina, Gambacorta 1: De Trane, Guidaldi |

| Arbitri: | Gianluca Centineo Alessandro Severo |

|                                                               |           |                                                   |
| Renzuto Iodice, Bušlje, Dolce: 2 Foglio, Klikovac, Saccoia: 1 | Marcatori | 3: Sadovyy 1: Alesiani, Cesini, Bianco, Milaković |

#### Final Six Scudetto
| Arbitri: | Stefano Riccitelli Mario Bianchi |

|                                                 |           |                                                     |
| Busilacchi, Coppoli, Di Somma, Bini, Deserti: 1 | Marcatori | 1: Alesiani, Pesenti, Mistrangelo, Bianco, Agostini |

## Statistiche

### Statistiche di squadra
- Statistiche aggiornate al 21 maggio 2016.

| Competizione | Punti | In casa | In casa | In casa | In casa | In casa | In casa | In trasferta | In trasferta | In trasferta | In trasferta | In trasferta | In trasferta | Neutro | Neutro | Neutro | Neutro | Neutro | Neutro | Totale | Totale | Totale | Totale | Totale | Totale | DR |
| Competizione | Punti | G       | V       | N       | P       | Gf      | Gs      | G            | V            | N            | P            | Gf           | Gs           | G      | V      | N      | P      | Gf     | Gs     | G      | V      | N      | P      | Gf     | Gs     | DR |
| ------------ | ----- | ------- | ------- | ------- | ------- | ------- | ------- | ------------ | ------------ | ------------ | ------------ | ------------ | ------------ | ------ | ------ | ------ | ------ | ------ | ------ | ------ | ------ | ------ | ------ | ------ | ------ | -- |
| Serie A1     | 42    | 13      | 9       | 1       | 3       | 132     | 125     | 13           | 3            | 2            | 8            | 104          | 124          | 0      | 0      | 0      | 0      | 0      | 0      | 26     | 13     | 3      | 10     | 236    | 247    | -9 |
| Totale       | -     | 13      | 9       | 1       | 3       | 132     | 125     | 13           | 3            | 2            | 8            | 104          | 124          | 0      | 0      | 0      | 0      | 0      | 0      | 26     | 13     | 3      | 10     | 236    | 247    | -9 |

### Classifica marcatori
| Tot. | Giocatore            | A1 |
| ---- | -------------------- | -- |
| 51   | Kristijan Milaković  | 51 |
| 47   | Olexandr Sadovyy     | 47 |
| 36   | Jacopo Alesiani      | 36 |
| 31   | Jacopo Colombo       | 31 |
| 15   | Lorenzo Bianco       | 15 |
| 15   | Federico Mistrangelo | 15 |
| 13   | Davide Cesini        | 13 |
| 13   | Michele Pesenti      | 13 |
| 8    | Giovanni Bianco      | 8  |
| 6    | Alberto Agostini     | 6  |
| 5    | Federico Piombo      | 5  |